# Параметрон
Параметрон (англ. parametron) — элемент логических схем, изобретённый японским инженером Эйити Гото (яп.) в 1954 году. Параметрон по сути является резонансной схемой с нелинейными реактивным элементом, который поддерживает колебания с частотой, равной половине основной частоты. Эти колебания могут представлять двоичный символ путём выбора между двумя стационарными фазами, отстоящими друг от друга на π радиан (180 градусов).
Параметроны использовались в ранних японских цифровых электронных компьютерах (MUSASINO-1 (1957), SENAC-1 (1958), PC-1 (1958)) в качестве логического элемента вместо менее надежных и более дорогих радиоламп начиная с 1954 года и до начала 1960-х. В дальнейшем параметроны были вытеснены более быстрыми и более надежными транзисторами. В марте 1958 года в Токийском Университете был построен первый основанный на параметронах компьютер PC-1.